# Цитрон
Цитрон (Citrus medica) — вид вічнозелених рослин роду цитрус родини рутових. Інша назва «цедрат». У Китаї його називають «фу шоу», тобто «рука Будди». Один з Трьох благословених плодів поряд з персиком і гранатом.

## Опис
Це кущ або дерево 3 м заввишки. Має найбільші з усіх цитрусових плоди з шишкуватою горбистою поверхнею (народна назва «шишкан»). Їх довжина становить 12—40 см, діаметр — 8-28 см. Форма плодів довгаста, нагадує гроно бананів, поверхня ребриста, шкірка товста (2,5-5 см), жовта наче лимон, іноді помаранчевого кольору з кислою або кисло—солодкою, трохи гіркуватою малосоковитою м'якоттю. Плоди містять багато насіння, на кінчику є невеликий сосочок.
Зазвичай плоди важать ≈ 500 грамів, але іноді бувають і більш 1 кг. Сік кислуватий, дуже ароматний. Шкірочка, гладенька, злегка горбиста, дуже товста і ароматна.

## Лікувальні властивості
Кислота цитрона очищає колір обличчя і може зводити ластовиння. Мазь з цього фрукта допомагає від лишаїв. Якщо тримати в роті шкірку цитрона, то це додасть приємний запах диханню.
Цитроновою кислотою закапують в очі, це позбавляє від «очної жовтяниці».
Цитронові кістки, настояні у вигляді розчину чи мазі з вином, ввареним вином або гарячою водою, позбавляють від отрути, а мазь добре допомагає від отрути скорпіона. Вичавлений зі шкуринки та доданий у напій сік допомагає від укусів отруйних змій, а саму шкуринку використовують у вигляді лікарської пов'язки.

## Використання
У Китаї його часто зберігають у домі як талісман. Вважають, що він приносить удачу, щастя і довгі роки життя. Цитрон має чудовий аромат, тому використовується для виготовлення парфумів.
У свіжому вигляді шкірка цитрону йде в їжу як ароматна приправа до різних страв, особливо до круп'яних. З неї також варять варення, мармелад, цукати, готують маринади.
З листя, квіток і кірки плодів отримують цінну ефірну олію, що використовується в лікувальних цілях. Звідси ботанічне ім'я цієї рослини «цитрус медика», тобто цілюща, лікувальна.
Зацукровану цедру сушать на сонці або консервують для подальшого використання в кондитерських виробах — фруктових кексах, булочках, цукерках, драже і льодяниках. Інший метод збереження цедри — вакуумна сушка з подальшим відновленням при додаванні води. Правда в цьому випадку аромат цитрона дещо слабшає, і в сироп для варіння цукатів додають листя лимонів і апельсинів.
Цукати з цитронів є найпопулярнішими у Великій Британії, їх використовують у різдвяній випічці. У Франції дистилятом з цитронів, «цитроновою водою», ароматизують лікери та вермути. В Іспанії сироп з цедри використовують для аромату медичних препаратів. В Індії цитрони солять і квасять, в Індонезії з ними готують рис. Якщо культурний сорт достатньо соковитий, сік використовують для приготування напоїв та десертів. У Гватемалі сік цитронів використовується як приправа для газованих безалкогольних напоїв. У Малайзії сік цитрона — замість соку імпортних дорогих лимонів.